# إيرين بلانشارد
إيرين بلانشارد (بالإنجليزية: Erin Blanchard)‏ هي ترامبولينية ‏ أمريكية، ولدت في 20 نوفمبر 1989.

## وصلات خارجية
- إيرين بلانشارد على موقع الاتحاد الدولي للجمباز (biography) (الإنجليزية)
- إيرين بلانشارد على موقع الاتحاد الأمريكي للجمباز (الإنجليزية)
- إيرين بلانشارد على موقع اللجنة الأولمبية الدولية (الإنجليزية)
- إيرين بلانشارد على موقع أوليمبيديا (الإنجليزية)
- إيرين بلانشارد على موقع اللجنة الأولمبية والبارالمبية الأمريكية (الإنجليزية)